# John Campbell (Politiker, 1795)
John Campbell (* 1795 bei Brownsville, Marlboro County, South Carolina; † 19. Mai 1845 in Blenheim, South Carolina) war ein US-amerikanischer Politiker. Zwischen 1829 und 1831 und nochmals von 1837 bis 1845 vertrat er den Bundesstaat South Carolina im US-Repräsentantenhaus.

## Leben
John Campbell war der jüngere Bruder von Robert B. Campbell (1787–1862), der zwischen 1823 und 1837 zweimal den Staat South Carolina im Kongress vertrat. Wie bei seinem Bruder ist auch John Campbells genaues Geburtsdatum unbekannt. Er besuchte bis 1819 das South Carolina College, die heutige University of South Carolina in Columbia. Nach einem anschließenden Jurastudium und seiner Zulassung als Rechtsanwalt begann er in Brownsville in seinem neuen Beruf zu praktizieren. Später verlegte er seinen Wohnsitz und seine Kanzlei nach Parnassus (das heutige Blenheim).
Politisch wurde er zunächst Mitglied der von Präsident Andrew Jackson gegründeten Demokratischen Partei. 1828 wurde er als deren Kandidat im dritten Wahlbezirk von South Carolina in das US-Repräsentantenhaus in Washington, D.C. gewählt. Dort trat er am 4. März 1829 die Nachfolge von Thomas R. Mitchell an. Bis zum 3. März 1831 konnte er zunächst nur eine Legislaturperiode im Kongress absolvieren. Während der Nullifikationskrise distanzierte er sich von Präsident Jackson und der Demokratischen Partei und schloss sich den sogenannten Nullifiers an, die sogar einen Austritt des Staates South Carolina aus der Union in Erwägung zogen. Nach der Beilegung der Krise schloss sich Campbell wieder den Demokraten an.
Bei den Wahlen des Jahres 1836 wurde John Campbell im ersten Distrikt wieder in den Kongress gewählt. Diesen Bezirk vertrat er zwischen dem 4. März 1837 und dem 3. März 1839 als Nachfolger seines Bruders Robert. Zwischen 1839 und 1841 saß er für den dritten und von 1841 bis 1845 für den vierten Distrikt von South Carolina im US-Repräsentantenhaus. Die letzten vier Jahre wurden von der Frage einer möglichen Annexion der seit 1836 selbständigen Republik Texas bestimmt. Von 1839 bis 1841 war John Campbell Vorsitzender des Wahlausschusses und von 1843 bis 1845 war er Mitglied im Ausschuss zur Verwaltung des Bundesbezirks District of Columbia.
John Campbell starb am 19. Mai 1845 wenige Wochen nach dem Ende seiner letzten Amtszeit im Repräsentantenhaus. Er wurde in einem privaten Friedhof bei Blenheim beigesetzt.